# Maternihospital
Das Maternihospital oder Maternispital (auch Patientenburg) war ein dem heiligen Maternus geweihtes Hospital in Dresden. Es wurde auch als „Spital vor unserer Stadt Dresden bei unser lieben Frauen Kirchen“ bezeichnet.

## Geschichte

### Mittelalter
Im Mittelalter besaß das Maternihospital, das sich damals am heutigen Neumarkt befand, mehrere Dörfer, drei Vorwerke, die Weinberge bei Kötzschenbroda und Loschwitz sowie Geld- und Naturalzinsen. 1268 übergab Markgraf Heinrich der Erlauchte die Frauenkirche samt dem Patronat der Pfarrei Dresden sowie das Maternispital dem Klarissenkloster Seußlitz. 1286 wurde Otto von Dohna mit der Stadt Liebstadt und Porschendorf vom Bischof von Meißen belehnt. Er schenkte dafür dem Maternispital zwei Weinberge in Kötzschenbroda und Besitzungen in Potschappel. 1328 oder 1329 ging das Maternispital vom Patronat des Klarissenklosters Seußlitz an die Stadt Dresden über, die Seußlitzer Äbtissin Agathe erhielt als Entschädigung eine Rente.

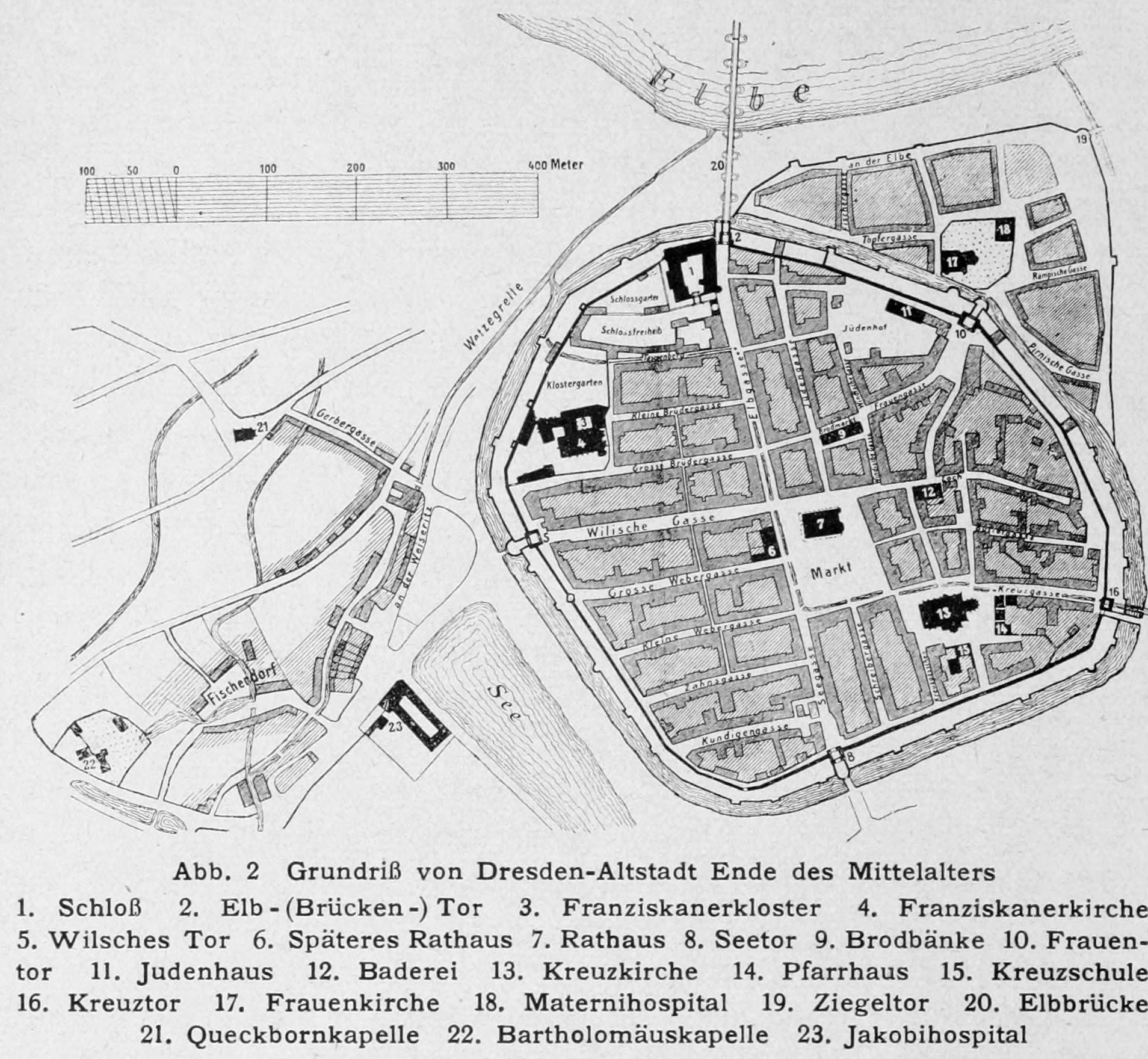
Lages der Maternihospital (Nr. 18) auf einem Stadtplan von Dresden Ende des Mittelalters
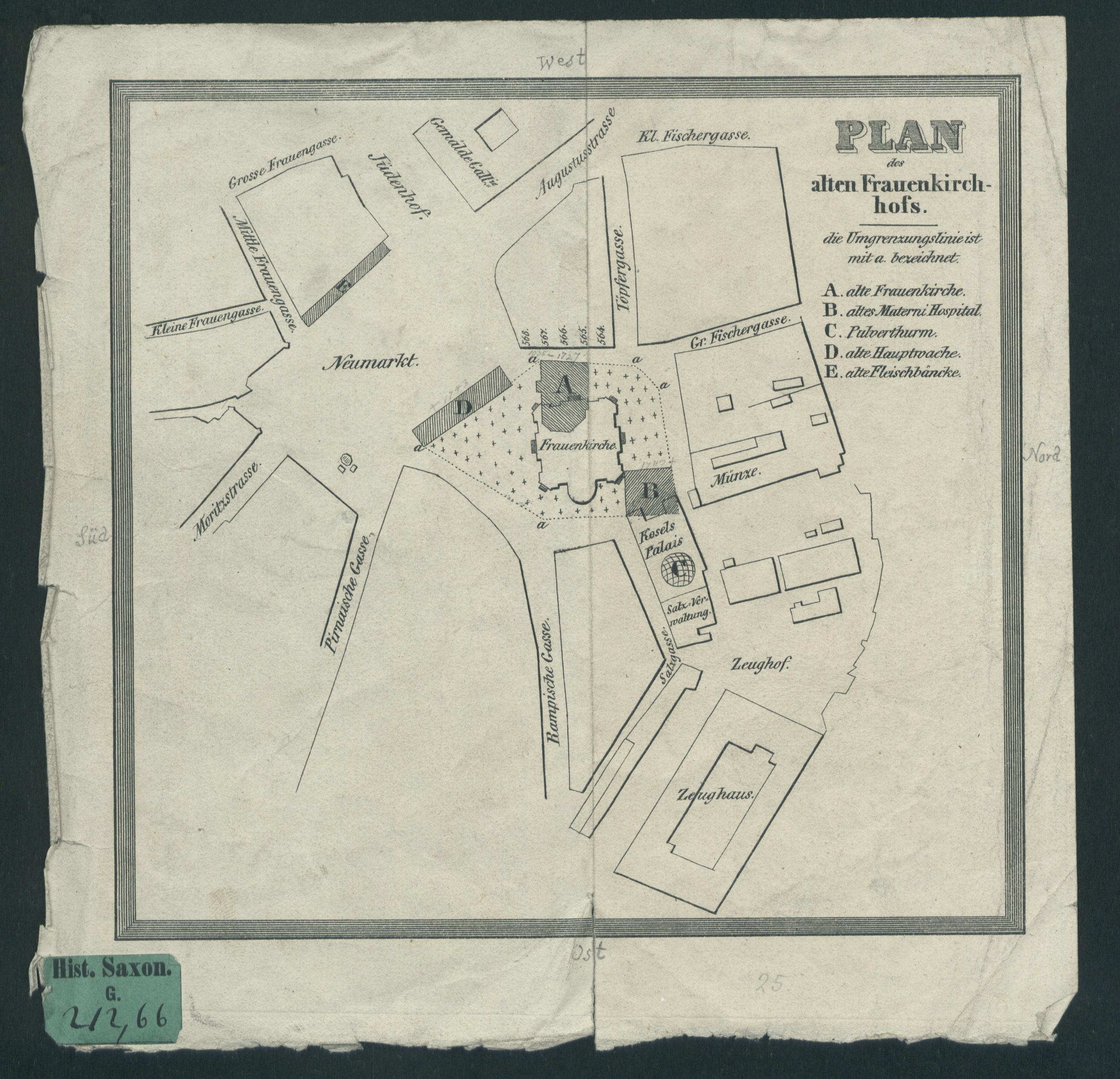
Plan des alten Frauenkirchhofs Dresden (B kennzeichnet das Maternihospital)
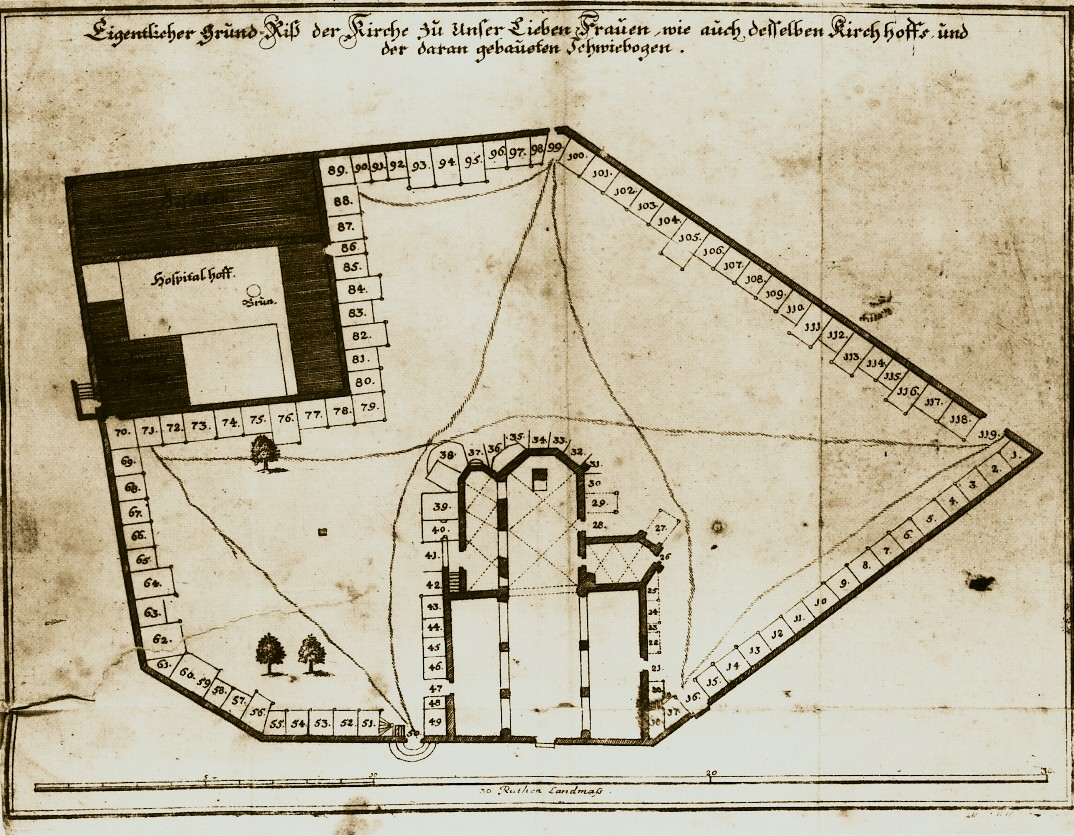
Ansicht des Friedhofes und des Grundrisses vom Maternihospital
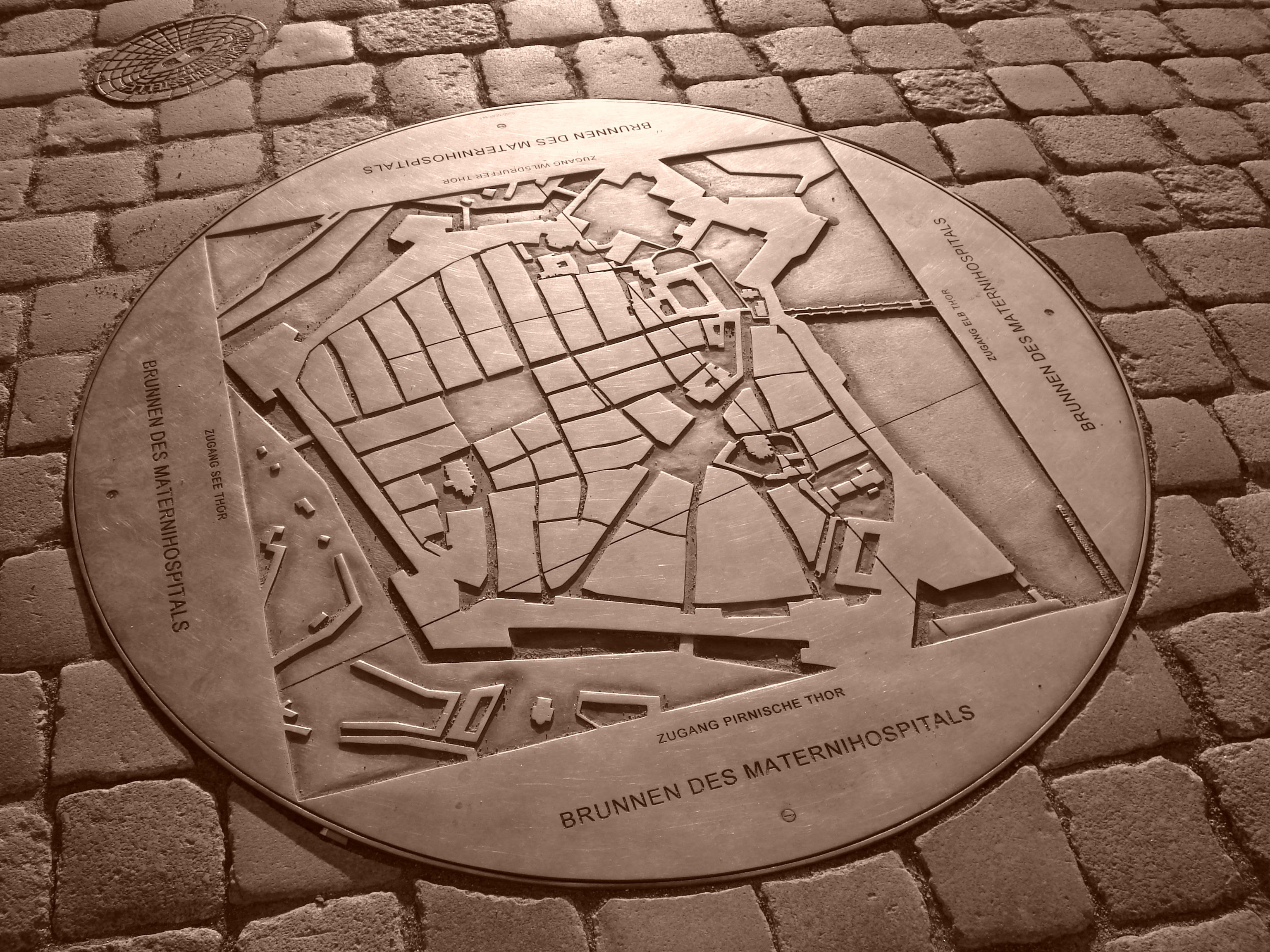
Gedenktafel am Ort des Brunnen des ehemaligen Maternihospitals in der Nähe der Frauenkirche (Dresden)

1380 stiftete der Stadtschreiber dem Maternispital die Erträge aus der Verwaltung der Braupfannen. Während der Hussitenkriege wurde das Spital zerstört, jedoch bald wieder aufgebaut. Am 24. November 1468 ersuchte Äbtissin Margaretha von Seußlitz den Dresdner Rat und die Geschworenen, die Abführung der Spitalzinsen zu bewirken und die Belastung der im Weichbild Dresdens gelegenen Güter ihres Klosters mit dem städtischen Geschosse, einer städtischen Steuer, zu unterlassen.
Das Maternihospital wurde wegen seines Ursprungs aus der Hafenburg Neithart auch als Patientenburg bezeichnet.

### Bauten unter Gottfried Semper 1837–1838 (Südwest-Flügel)

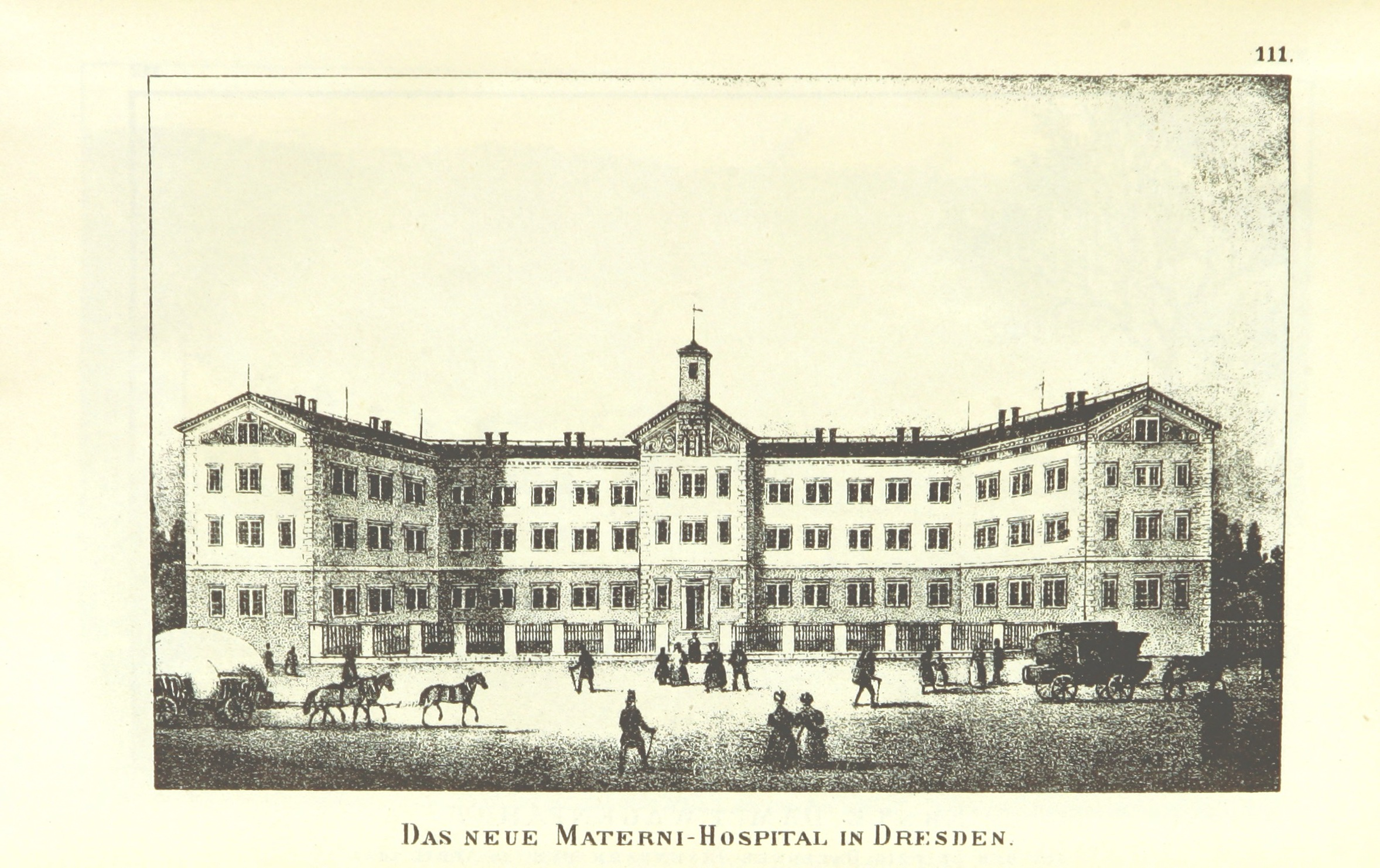
Maternihospital, Nachdruck einer Lithographie von 1837

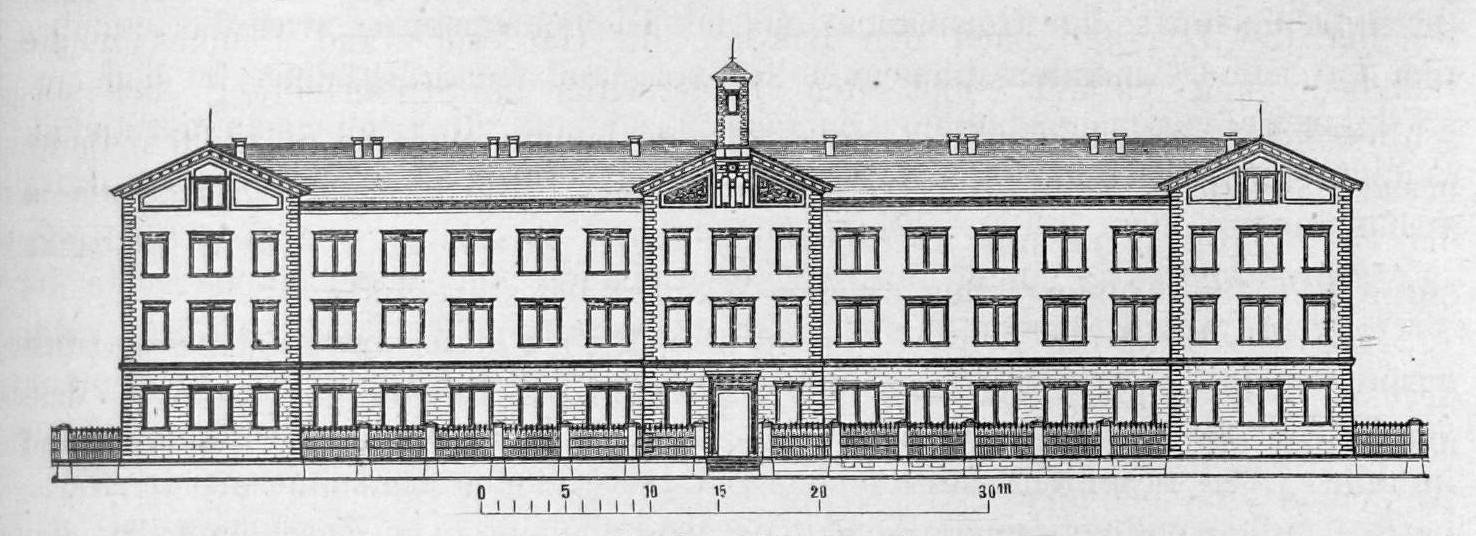
Ansicht 1878

1837 erfolgte mit Mitteln der Stiftung von Justus Friedrich Güntz der Bau des Frauen- oder Materni-Hospitals auf einem Grundstück am Bartholomäus-Hospital vor dem Freiberger Schlag in der Wilsdruffer Vorstadt (dem ehemaligen Lepraspital, späteren teilweise Findelhaus) sowie die Vereinigung der Stiftungen des Materni-, Brückenamts- und Bartholomäi-Hospitals. Der Architekt war Gottfried Semper. Am 1. Juli 1838 wurde die Einweihung des neuen Materni-Hospitals am Freiberger Schlag mit 72 Wohnungen gefeiert. Es gehörte zu seinen ersten Werken überhaupt. Semper baute einen dreiflügeligen Gebäudekomplex auf einem U-förmigen Grundriss, bestehend aus Mittel- und Seitenrisaliten, die einen Giebel als oberen Abschluss hatten. Ein Walmdach mit Dachreiter bedeckte das imposante Gebäude. Das Erdgeschoss war gequadert und durch ein umlaufendes Gesims von den beiden Obergeschossen optisch abgetrennt. Auch die Ecken des Gebäudes wiesen eine Quaderung auf. Der Sempersche Teil des Hauses wurde jedoch 1945 zerstört. An seiner Stelle wurde 1995 ein Neubau von Pook+Saalmann errichtet.

### Erste Erweiterung unter Theodor Friedrich 1880 (Nordwest-Flügel)
Die erste Erweiterung nahm Stadtbaurat Theodor Friedrich im Jahr 1880 vor. Friedrich baute auf der nordwestlichen Seite des alten Maternihospitals einen 1945 zerstörten dreiflügeligen Gebäudekomplex nach dem Vorbild des Semperschen Pendants.

### Erweiterung unter Edmund Bräter 1899 (Ehrlichstraße)

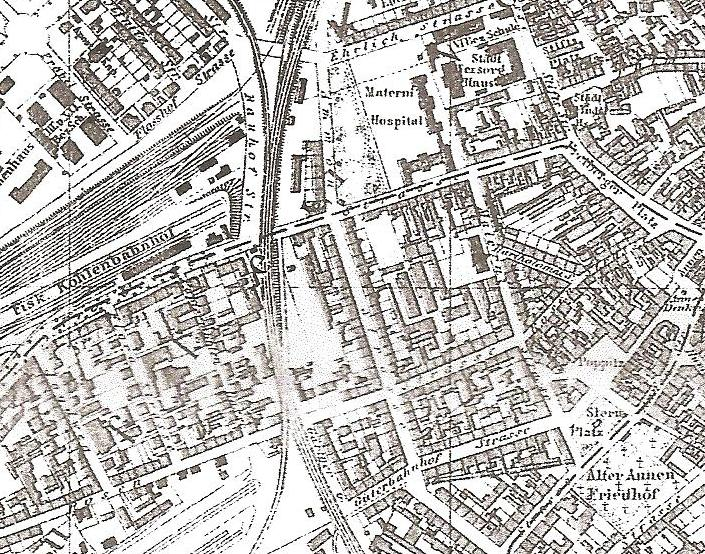
Das Maternihospital an der Ammonstraße/Freiberger Straße auf einem Stadtplan des Jahrs 1898

Das Maternihospital an der Ammonstraße/Freiberger Straße auf einem Stadtplan des Jahrs 1927

Der Erweiterungsplan Friedrichs wurde vom Stadtbaurat Edmund Bräter 1899 eingehalten, als dieser auf der nordöstlichen Seite des Hospitalbaus an der Ehrlichstraße einen dreiflügeligen Komplex errichtete, der sich im Grund- und Aufriss an dem Semperbau orientierte. Im 19. Jahrhundert gewährte die Einrichtung alten Bürgerwitwen und ihren Töchtern für ein Einkaufsgeld von 100 Talern Unterkunft.

### Bauten unter Hans Erlwein 1905 (Freiberger Straße, Ecke Ammonstraße)
Hans Erlwein wich jedoch von den Plänen Friedrichs ab, als er entlang der Freiberger Straße, Ecke Ammonstraße die letzte Erweiterung vornahm. Der Gebäudekomplex beherbergte eine Kapelle für 450 Personen. Der Altar war von Sandsteinsäulen getragen. Ein von Georg Schwenk gefertigtes Gemälde schmückte den Altar.
Das im Krieg schwer beschädigte Gebäude wurde 1995 durch Hartung/Hofmann/Kahle rekonstruiert und beherbergt heute das Altenpflegeheim „Wohnpark Elsa Fenske“. Es steht zusammen mit dem Garten und der Einfriedung unter Denkmalschutz.